# Women's Freedom League

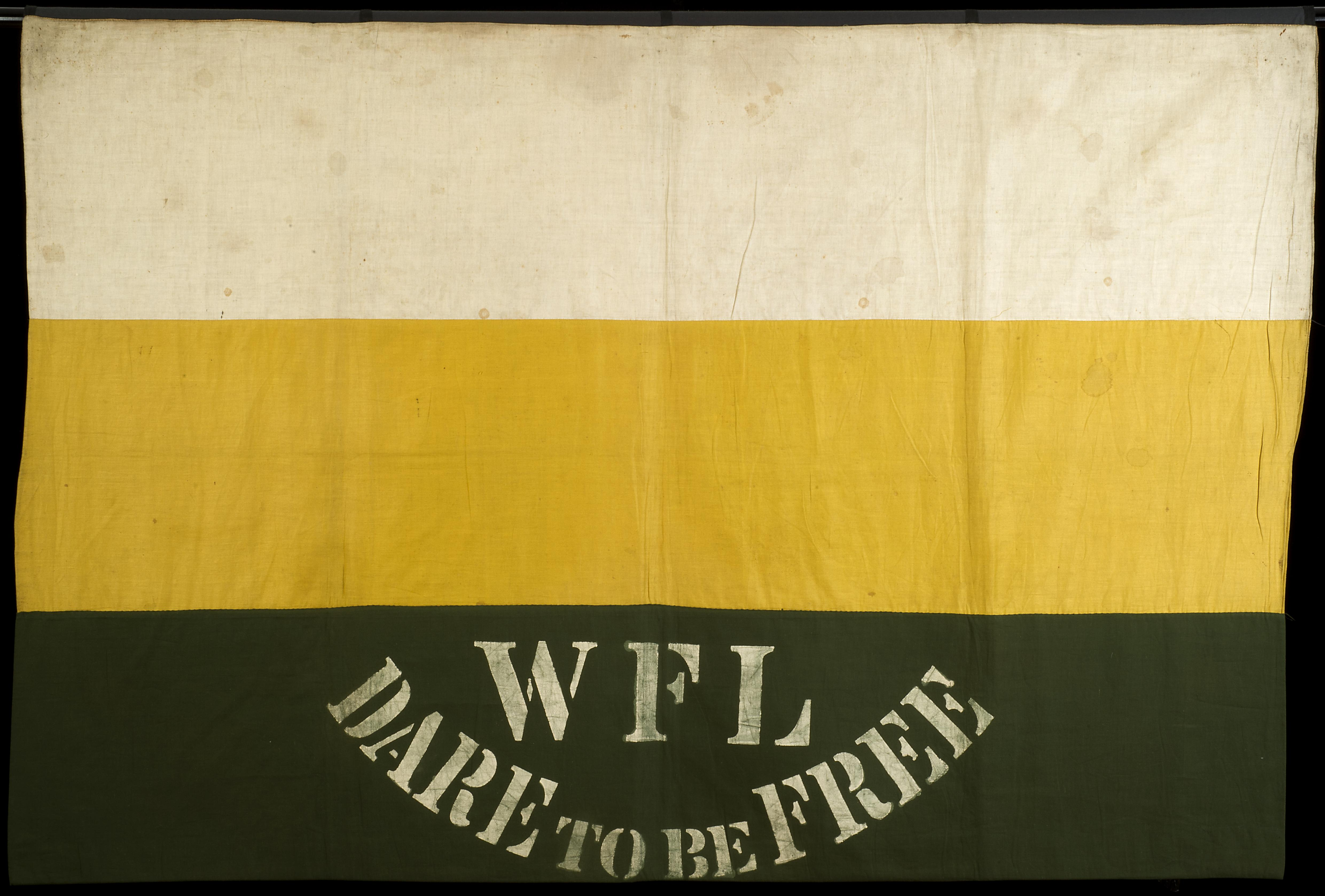
Atrévete a ser libre, bandera de la Liga Femenina de la Libertad c. 1908

La Women's Freedom League fue una organización no gubernamental del Reino Unido de 1907 a 1961 que hizo campaña por el sufragio femenino, el pacifismo y la igualdad de género. Fue fundada por exmiembros de la Unión Política y Social de Mujeres (WSPU) después de que los Pankhurst decidieran gobernar de forma autoritaria, sin el apoyo democrático de sus miembros.

## Fundación y denominación
Tras el anuncio de la cancelación de la Conferencia Anual de 1907 de la Unión Política y Social de Mujeres (WSPU por sus siglas en inglés) y de que el comité de la organización iba a ser reemplazado por uno elegido personalmente por Emmeline Pankhurst, se celebró una reunión para tratar esta iniciativa que iba contra los valores de la propia organización en el restaurante de Eustice Miles, que era un restaurante vegetariano en Chandos Street, Charing Cross, cerca del Strand en Londres. Como resultado de aquella reunión, se envió una carta fechada el 14 de septiembre de 1907 y firmada por Charlotte Despard, Edith How-Martyn, Caroline Hodgson, Alice Abadam, Teresa Billington-Greig, Marion Coates-Hansen, Irene Miller, Bessie Drysdale y Maude Fitzherbert y dirigida a la señora Pankhurst insistiendo en que se respetara la constitución de la asociación y se permitiera que la Conferencia siguiera adelante.
Los Pankhurst rechazaron la solicitud. A pesar de ello, la reunión aún se celebró el 12 de octubre de 1907 en Caxton Hall. Se eligieron a los directivos y a los miembros del comité para una nueva organización. Una de las primeras acciones del grupo fue elegir un nombre para la nueva organización mediante un referéndum de las delegaciones. El nombre "Women’s Freedom League" fue la opción ganadora, tal y como se publicó en el periódico Women's Franchise el 28 de noviembre de 1907.

## Ethos y activismo
La Liga se oponía al uso de la violencia favoreciendo el de formas de protesta no violentas, tales como el impago de impuestos, el negarse a completar formularios del censo y la organización de manifestaciones, incluido el encadenamiento de alguno de sus miembros a las Casas del Parlamento de Westmister (Londres). Llegó a tener más de 4.000 miembros y publicó el periódico semanal The Vote desde 1909 hasta 1933. Sarah Benett fue tesorera de la Liga hasta su dimisión en 1910. La sucedió Constance Tite y, en 1912, lo hizo la Dra. Elizabeth Knight, que fue además fuente de financiación de la Women's Freedom League. Con Knight mejoró significativamente la situación financiera de la WFL. Antes de su nombramiento, la liga había tenido serios problemas financieros y en alguna ocasión incluso había tenido que recurrir a préstamos de sus miembros. Knight introdujo nuevos planes de recaudación de fondos para la liga, aunque las finanzas mejoraron especialmente gracias a donaciones de una persona "anónima". Se sospecha que esta persona era la propia Knight.

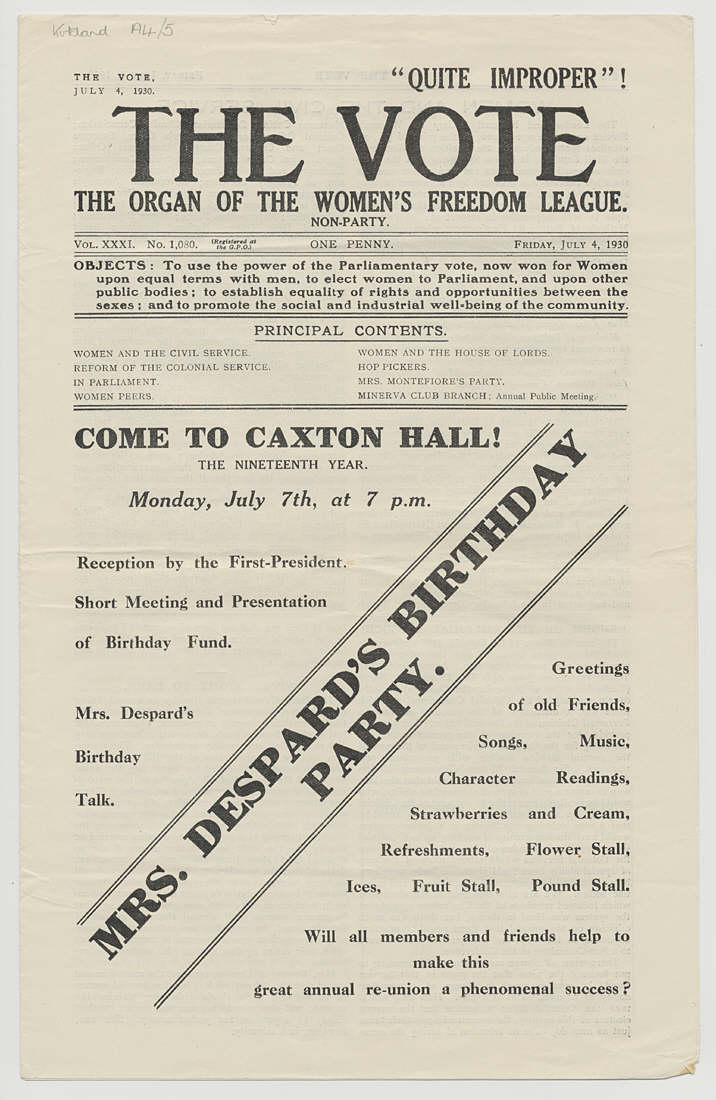
Número del 4 de julio de 1930 de The Vote

En 1912, Nina Boyle se convirtió en jefa del departamento político y militante de la WFL. Publicó numerosos artículos en el periódico de la WFL, The Vote. Puso en marcha una campaña para que las mujeres se convirtieran en agentes especiales (special constables, que era un cuerpo de apoyo a la policía). Esta campaña coincidió con el estallido de la Primera Guerra Mundial en 1914 y la llamada de voluntarios para unirse al ejército que Boyle deseaba que fuera atendida tanto por mujeres como por hombres. Cuando la solicitud fue rechazada oficialmente, Boyle, junto con Margaret Damer Dawson, una rica filántropa y también activista por los derechos de las mujeres, establecieron la primera fuerza policial femenina voluntaria: las Mujeres Policías Voluntarias (WPV).
La Liga continuó su promoción del pacifismo durante la Primera Guerra Mundial, apoyando al Women's Peace Council (Consejo de Mujeres por la Paz). Al estallar la guerra, suspendieron sus campañas y se dedicaron a trabajos voluntarios.
En las elecciones generales de 1918, Despard, How-Martyn y Emily Frost Phipps se presentaron sin éxito como candidatas independientes pacifistas y a favor de los derechos de las mujeres en los distritos electorales de Londres. Celebraron el logro de poder ejercer el derecho al sufragio y reorientaron las actividades de la WFL hacia la igualdad, en particular la igualdad salarial y la igualdad moral. La membresía del grupo fue disminuyendo, pero siguió activo bajo el liderazgo de Marian Reeves organizando fiestas de cumpleaños anuales para Despard y manteniendo el Minerva Club en Brunswick Square. Después de la muerte de Reeves en 1961, la organización decidió finalmente disolverse.

## The Votey el crecimiento en la Women's Freedom League
Tras la creación de la Women's Freedom League en 1907, la asociación creció rápidamente en toda Gran Bretaña. Entre las miembros del comité ejecutivo estaba Amy Sanderson, sufragista escocesa. La liga llegó a tener sesenta delegaciones y casi cuatro mil miembros. La liga puso en marcha su propio periódico llamado The Vote. Los miembros de la Liga que eran escritoras se ocuparon de dirigir el periódico. Louisa Thomson-Price proporcionó la primera caricatura en 1909. The Vote se convirtió en el principal medio de comunicación con el público, informando a los lectores sobre campañas, protestas y eventos. El periódico ayudó a difundir ideas sobre la Primera Guerra Mundial, lo que permitió a la Liga de Mujeres por la Libertad defenderse contra la guerra. Los miembros de la Liga se negaron a participar en las campañas dirigidas por el ejército británico. Los miembros se enojaron cuando la campaña por el sufragio femenino se detuvo mientras avanzaba la guerra.

## Protestas y eventos

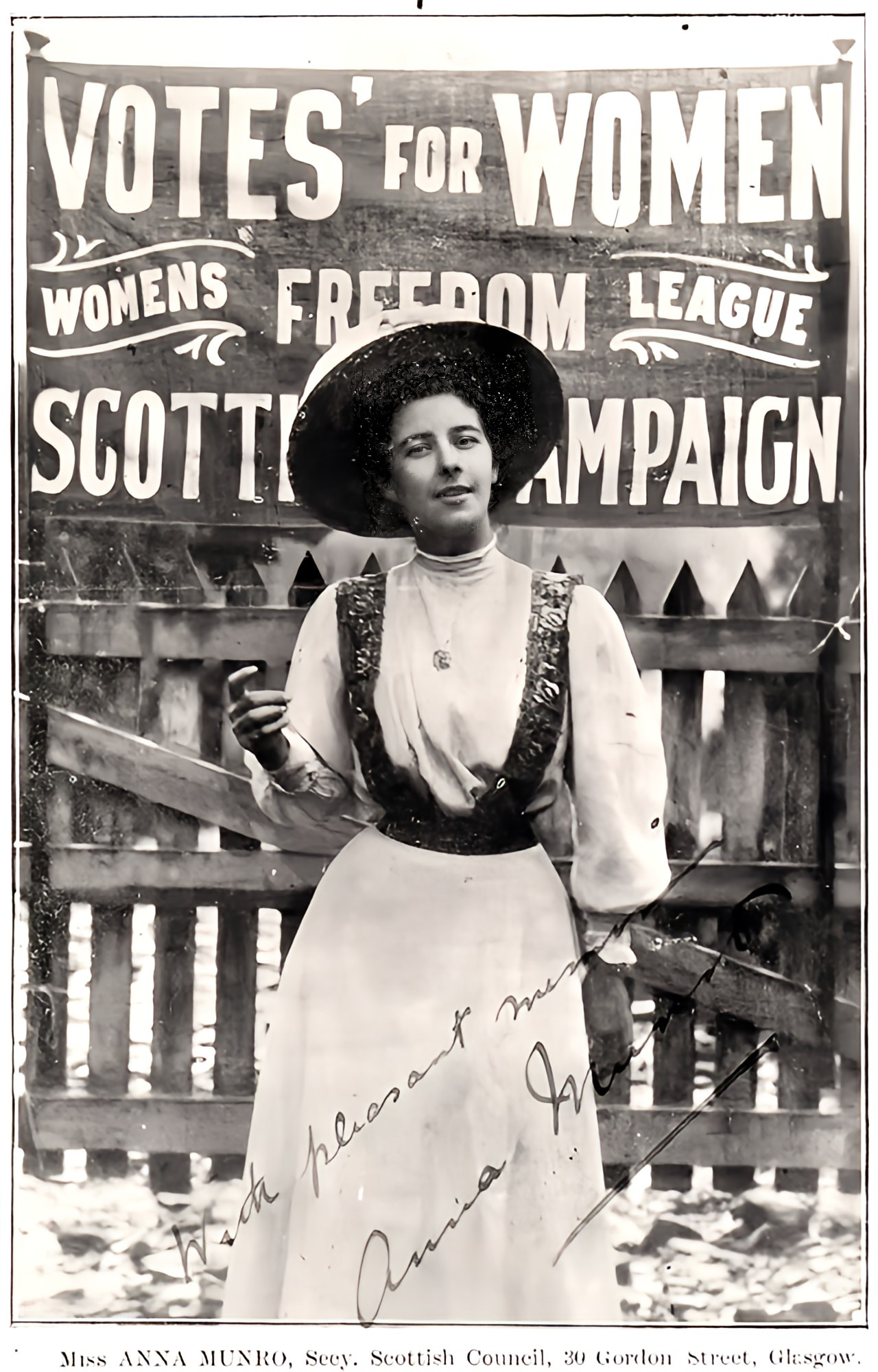
Anna Munro hablando frente a una pancarta de la campaña escocesa de la Women's Freedom League

El principal objetivo de la Liga era criticar, oponerse y reformar el gobierno. La Liga realizó protestas que defendían el pacifismo durante la Primera Guerra Mundial: no sólo se oponía a la guerra, sino que también ejerció formas pacíficas de protesta, como negarse a completar los formularios del censo o no pagar impuestos. Por ejemplo, en 1908 y 1909 las asociadas se encadenaron al Parlamento para protestar contra el Gobierno. El 28 de octubre de 1908, tres miembros de la Liga de la Libertad de las Mujeres, Muriel Matters, Violet Tillard y Helen Fox, desplegaron una pancarta en la Cámara de los Comunes y se encadenaron a la reja de una ventana. Las autoridades tuvieron que quitar la reja mientras aún estaban unidas a ella hasta que pudieron limar las cerraduras que las mantenían unidas a la ventana. Esta protesta se conoce como el Incidente Grille.
Otras dos miembros de la Liga, Alice Chapin y Alison Neilans, atacaron los colegios electorales durante las elecciones parciales de Bermondsey de 1909, arrojando botellas con líquido corrosivo sobre las urnas en un intento de destruir los votos. El presidente de una de estas mesas, George Thornley, quedó ciego de un ojo en uno de estos ataques y un agente del partido liberal sufrió una grave quemadura en el cuello. El recuento se retrasó mientras se examinaban cuidadosamente las papeletas; 83 papeletas estaban dañadas pero eran legibles, pero dos papeletas resultaron indescifrables. Posteriormente fueron condenadas a tres meses cada una en la prisión de Holloway.
Las hermanas sufragistas Muriel y Arabella Scott se encadenaron a sus asientos en un evento político y hablaron en nombre de las políticas de la WFL y la WSPU en las elecciones parciales de toda Escocia.
Las "Brown Women (Mujeres Marrones)" recibieron su nombre por los abrigos marrones que vestían. Agnes Brown (pura coincidencia), Isabel Cowe y otras cuatro personas partieron de Edimburgo para llegar caminando hasta Londres. Llevaban bufandas blancas y sombreros verdes y mientras viajaban recogían firmas para pedir derechos para las mujeres. Las caminantes recorrieron quince millas cada días, celebrando una reunión diaria y tardando cinco semanas en llegar a Londres.
| Postcard or posters with an image of women in hats and dresses (two standing and one seated) on the step of a caravan. White writing on the side of the caravan reads "Women's Suffrage" and "Women's Freedom League". The image is captioned "A halt near Chichester." and credited to Winfred Turner. |
| Promotional material from the Women's Freedom League caravan tour (1908) |

| Image of a caravan with white writing on the side reading "Women's Freedom League" and "Women's Suffrage". Two women are seated inside the caravan looking out of an open window, in which two posies of flowers can also be seen. Two other women in long dark skirts and high collared white blouses are stood in front of the caravan. |
| Women's Freedom League caravan with Charlotte Despard (left) and Alison Neilans (right) seated inside |

| Image of a group of women mostly in light coloured dresses with sashes. Charlotte Despard leads the group holding a cane and a bouquet of flowers and behind her other women hold a Women's Freedom League banner and banners with the names of women. One woman wears a gown and mortar board. A child can also be seen in the front row. A woman stands to the left offering a copy of the newspaper "Votes for Women" to a man, while other people look on. Another woman's sash reads "Women's Freedom League" |
| Women's Freedom League at Women's Coronation Procession, London, 17 de junio de 1911. Charlotte Despard stands in front of a group holding banners. |

## Conmemoraciones
El 20 de septiembre de 2023, English Heritage anunció que la placa azul número 1000 en Londres se colocaría en el n.º 1 de Robert Street en Westminster, Londres. Este fue el sitio de la sede de la Liga por la Libertad de las Mujeres durante su "período más activo" entre 1908 y 1915

## Archivo
Los archivos de la Liga por la Libertad de las Mujeres se conservan en la Women’s Library (Biblioteca de Mujeres) de la Biblioteca de la London School of Economics.